# Бен Хили
Бен Хили (енгл. Ben Healy; 11. септембар 2000) ирски је професионални бициклиста рођен у Енглеској, који тренутно вози за UCI ворлд тур тим — ЕФ едукејшон—изипост. Освојио је два пута првенство Ирске у друмској вожњи и једном у вожњи на хронометар, а по једном је освојио трку Гран при Индустрија и Артиђанато и награду за најагресивнијег возача на Тур де Франсу. Остварио је по једну етапну побједу на Ђиро д’Италији и Тур де Франсу.
Рођен је у Енглеској и има ирско поријекло по очевој страни, због чега је одлучио да представља Ирску на тркама.

## Каријера
Године 2023. завршио је Амстел голд рејс на другом мјесту, иза Тадеја Погачара, док је Лијеж—Бастоњ—Лијеж завршио на четвртом мјесту. Касније током године дебитовао је на гранд тур тркама возећи Ђиро д’Италију, гдје је остварио једну етапну побједу, што му је била прва побједа у каријери на етапним тркама. Године 2025. побиједио је на шестој етапи на Тур де Франсу, након чега је на десетој етапи отишао у бијег, завршио је на десетом мјесту и преузео је жуту мајицу за лидера трке, чиме је постао четврти ирски возач који је носио жуту мајицу на Туру, послије Шеја Елиота 1963, Шона Келија 1983. у Стивена Роуча 1987. Тур је завршио на деветом мјесту у генералном пласману, 28 минута иза Тадеја Погачара и добио је награду за најагресивнијег возача, чиме је постао други ирски добитник награде, послије Дана Мартина 2018.